# 湘南深澤車站
湘南深澤車站（日语：／ Shōnan-fukasawa eki */?）是湘南單軌電車江之島線沿線的車站，位於日本神奈川縣鎌倉市梶原。

## 車站結構
島式月台1面2線的高架車站。

## 使用情況
近年每日平均上車人次推移如下表。
| 年度   | 1日平均 上車人次 |
| ------ | ---------------- |
| 1998年 | 3,259            |
| 1999年 | 3,164            |
| 2000年 | 3,056            |
| 2001年 | 3,018            |
| 2002年 | 2,977            |
| 2003年 | 2,999            |
| 2004年 | 2,937            |
| 2005年 | 2,862            |
| 2006年 | 2,660            |
| 2007年 | 2,655            |
| 2008年 | 2,616            |

## 相鄰車站
湘南單軌電車
■江之島線
湘南町屋（SMR3）－湘南深澤（SMR4）－西鎌倉（SMR5）

## 外部連結
- 湘南單軌電車 車站資訊 （页面存档备份，存于）